# Villanubla (kommunhuvudort)
Villanubla är en kommunhuvudort i Spanien.   Den ligger i provinsen Provincia de Valladolid och regionen Kastilien och Leon, i den centrala delen av landet, 170 km nordväst om huvudstaden Madrid. Villanubla ligger 842 meter över havet och antalet invånare är 1 365.
Terrängen runt Villanubla är platt. Runt Villanubla är det mycket tätbefolkat, med 1 517 invånare per kvadratkilometer. Närmaste större samhälle är Valladolid, 10,9 km öster om Villanubla. Trakten runt Villanubla består till största delen av jordbruksmark.